# Kaberigletscher
Der Kaberigletscher befindet sich im östlichen Karakorum im pakistanischen Sonderterritorium Gilgit-Baltistan.

## Lage
Der Kaberigletscher hat eine Länge von etwa 32 km. Er strömt in südlicher Richtung durch den äußersten Osten der Masherbrum-Berge. Der Kondusgletscher trifft auf diesen linksseitig, 10 km oberhalb des Gletschermauls des Kaberigletschers. Der Gletscher wird von folgenden Bergen eingerahmt: Chogolisa (7668 m), Link Sar (7041 m), Kaberi Peak (6950 m), K7 (6934 m) und Kondus Peak (6756 m). Der Kaberigletscher wird von dem Fluss Kondus, einem Zufluss des Shyok, entwässert.